# Modelo A-B-C
El Modelo A-B-C es una herramienta heurística desarrollada inicialmente por Albert Ellis, teórico cognitivo-conductual, y ampliamente usado en la TREC. Se esquematiza de la siguiente forma: A → B → C, donde A representa los acontecimientos observados por el sujeto, B representa "Belief" (creencia) o interpretación del evento observado, y C representa las consecuencias emocionales de las interpretaciones (B).

## El modelo en la práctica clínica
Las personas generalmente creen que sus emociones maladaptativamente exacerbadas son producto de los acontecimientos externos a ellos, cuando en realidad son producto de sus interpretaciones y sobre todo de sus valoraciones y exigencias personales (modelo erróneo A → C).

## Ampliaciones al modelo
El modelo ha sido ampliado continuamente para satisfacer las necesidades de la práctica clínica. Según Lega, Caballo y Ellis (1997):
- A (Acontecimientos observados)

- B ("Beliefs" [creencias]: Interpretaciones y juicios de valor, acerca de A)

- rB: Creencias racionales
- iB: Creencias irracionales

- C (Consecuencias de las creencias B sobre los acontecimientos A)

- Ced: Consecuencias emocionales deseadas
- Ccd: Consecuencias conductuales deseadas
- Cei: Consecuencias emocionales indeseables
- Cci: Consecuencias conductuales indeseables

- D (Debate o proceso de cuestionamiento racional)

- Efcg: Estrategias cognitivas (diálogo socrático, biblioterapia y otros)
- Efe: Estrategias emotivas (ensayos por medio de la imaginación)
- Efc: Estrategias conductuales (pruebas de realidad empíricas y ensayos conductuales)

- E (Efectos del proceso de cuestionamiento y la práctica)